# Phare de Húsavík
Le phare de Húsavík (en islandais : Húsavíkurviti) est un phare situé dans la ville de Húsavík, au nord de l'Islande.